# Campeonato de Fórmula 2 de 2024

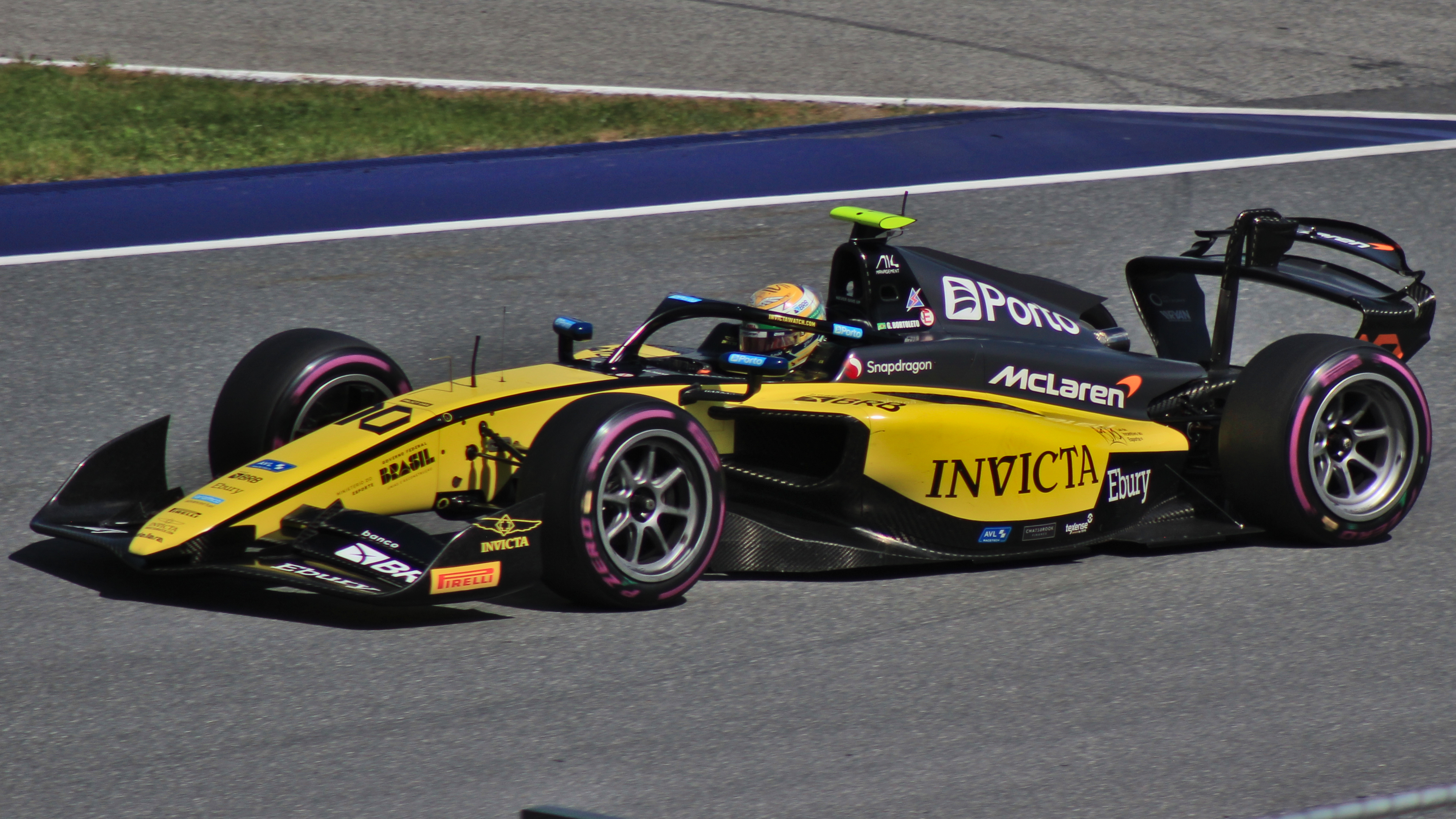
A Invicta Racing conquistou o título do Campeonato de Equipes.

O Campeonato de Fórmula 2 de 2024 foi a oitava temporada do Campeonato de Fórmula 2 da FIA, um campeonato de automobilismo para automóveis de Fórmula 2 que é sancionado pela Federação Internacional de Automobilismo (FIA). Essa é uma categoria de monopostos que serve como o segundo nível de corridas de fórmulas no FIA Global Pathway. A categoria é disputada em apoio ao Campeonato Mundial de Fórmula 1 de 2024, com cada rodada ocorrendo em conjunto com um Grande Prêmio.
Na temporada de 2024, ocorreu a estreia de um novo pacote de chassis e motor.
Gabriel Bortoleto e a Invicta Racing se tornaram os títulos de pilotos e equipes de 2024 na rodada final da temporada em Abu Dhabi, respectivamente. Ao ganhar o título, Bortoleto se tornou o quarto piloto novato a ser coroado campeão de pilotos de Fórmula 2. Além disso, ele é o quarto piloto depois de Charles Leclerc, George Russell e Oscar Piastri a ganhar os títulos dos Campeonatos de Fórmula 2 e Fórmula 3 da FIA em temporadas consecutivas.

## Pilotos e equipes
Por ser uma categoria de monotipos, todos os concorrentes contaram com chassis Dallara F2 2024 idênticos, equipados com motores turbo V6 desenvolvidos pela Mecachrome, com capacidade de 3,4 litros de combustível 55% sustentável, que se tornaria 100% sustentável nos anos seguintes. A nova geração de carros sofreu mudanças no design para se assemelhar aos bólidos da categoria principal, a Fórmula 1. Suas medidas são de cinco metros de comprimento e 1,9m de largura. Como nos outros anos, as equipes competiram com pneus fornecidos pela Pirelli.
Os seguintes pilotos e equipes estam competindo no Campeonato de Fórmula 2 de 2024:
| Equipe                                 | N.º | Piloto                | Rodadas     |
| -------------------------------------- | --- | --------------------- | ----------- |
| ART Grand Prix                         | 1   | Victor Martins        | Todas       |
| ART Grand Prix                         | 2   | Zak O'Sullivan        | 1–11        |
| ART Grand Prix                         | 2   | Luke Browning         | 12–14       |
| Prema Racing                           | 3   | Oliver Bearman        | 1–11, 13–14 |
| Prema Racing                           | 3   | Gabriele Minì         | 12          |
| Prema Racing                           | 4   | Andrea Kimi Antonelli | Todas       |
| Rodin Motorsport                       | 5   | Zane Maloney          | 1–13        |
| Rodin Motorsport                       | 5   | Leonardo Fornaroli    | 14          |
| Rodin Motorsport                       | 6   | Ritomo Miyata         | Todas       |
| DAMS Lucas Oil                         | 7   | Jak Crawford          | Todas       |
| DAMS Lucas Oil                         | 8   | Juan Manuel Correa    | 1–12        |
| DAMS Lucas Oil                         | 8   | Dino Beganovic        | 13–14       |
| Invicta Racing                         | 9   | Kush Maini            | Todas       |
| Invicta Racing                         | 10  | Gabriel Bortoleto     | Todas       |
| MP Motorsport                          | 11  | Dennis Hauger         | 1–12        |
| MP Motorsport                          | 11  | Richard Verschoor     | 13–14       |
| MP Motorsport                          | 12  | Franco Colapinto      | 1–10        |
| MP Motorsport                          | 12  | Oliver Goethe         | 11–14       |
| Van Amersfoort Racing                  | 14  | Enzo Fittipaldi       | 1–12        |
| Van Amersfoort Racing                  | 14  | John Bennett          | 13–14       |
| Van Amersfoort Racing                  | 15  | Rafael Villagómez     | Todas       |
| Hitech Pulse-Eight                     | 16  | Amaury Cordeel        | Todas       |
| Hitech Pulse-Eight                     | 17  | Paul Aron             | Todas       |
| Campos Racing                          | 20  | Isack Hadjar          | Todas       |
| Campos Racing                          | 21  | Pepe Martí            | Todas       |
| Trident                                | 22  | Richard Verschoor     | 1–12        |
| Trident                                | 22  | Max Esterson          | 13–14       |
| Trident                                | 23  | Roman Staněk          | 1–11        |
| Trident                                | 23  | Christian Mansell     | 12–14       |
| PHM AIX Racing (1–3) AIX Racing (4–12) | 24  | Joshua Dürksen        | Todas       |
| PHM AIX Racing (1–3) AIX Racing (4–12) | 25  | Taylor Barnard        | 1–10        |
| PHM AIX Racing (1–3) AIX Racing (4–12) | 25  | Niels Koolen          | 11–12       |
| PHM AIX Racing (1–3) AIX Racing (4–12) | 25  | Cian Shields          | 13–14       |
| Fontes:                                |     |                       |             |

### Mudanças nas equipes
Após uma parceria com o Invicta Watch Group, que se tornou o patrocinador título da equipe Virtuosi Racing em 2023, a empresa comprou uma participação de propriedade na equipe que foi rebatizada como Invicta Racing para a temporada de 2024.
Depois que a Rodin Cars se tornou o acionista majoritário da equipe Carlin em 2023 e, renomear ela como "Rodin Carlin", a família Carlin se retirou da equipe, com a Rodin assumindo a propriedade total e renomeando a equipe para Rodin Motorsport.
A PHM Racing que desde a última rodada da temporada de 2023 opera de forma independente da Charouz Racing System. Antes do início da temporada, a PHM também anunciou o AIX Investment Group como o seu novo patrocinador título, mudando assim o nome da equipe para "PHM AIX Racing".
A DAMS, foi renomeada para "DAMS Lucas Oil", após a equipe assinar um acordo de patrocínio título com a companhia estadunidense Lucas Oil.

#### Mudanças no meio da temporada
O AIX Investment Group concluiu a aquisição da PHM Racing antes da quarta rodada da temporada e rebatizou a equipe para AIX Racing.

### Mudanças nos pilotos
Segundo as regras da Fórmula 2, o campeão do ano anterior não pode permanecer na categoria, por isso Théo Pourchaire cedeu seu lugar na equipe ART Grand Prix para o britânico Zak O'Sullivan, membro da Williams Driver Academy que foi vice-campeão da Fórmula 3 em 2023.
O vice-campeão de 2023, Frederik Vesti, deixou a Prema Racing. Em seu lugar, entrou Andrea Kimi Antonelli, membro da Mercedes Junior Team, que foi campeão em várias categorias de base, incluindo a FRECA, a F4 alemã e a F4 italiana, e a promessa de Bolonha pulou a Fórmula 3.
Ayumu Iwasa, piloto da DAMS, deixou a categoria para competir na Super Fórmula Japonesa.
A equipe MP Motorsport decidiu manter o norueguês Dennis Hauger por mais uma temporada. Ao lado dele, estreou o argentino Franco Colapinto.
Além de Hauger, outro piloto do grid de 2023 que foi confirmado para 2024 foi Jak Crawford. Ele foi dispensado do Red Bull Junior Team, e deixou a Hitech Pulse-Eight para assinar com a DAMS.
Gabriel Bortoleto, campeão da Fórmula 3 em 2023 e mais novo membro do programa de desenvolvimento da McLaren, foi confirmado como piloto da Invicta Racing. Seu companheiro de equipe é o indiano Kush Maini, que correu pela Campos Racing em 2023.
Enzo Fittipaldi trocou a Rodin Carlin pela Van Amersfoort Racing após participar dos testes de pós temporada com a equipe.
Joshua Dürksen se tornou o primeiro piloto paraguaio a correr na categoria, ele assinou com a equipe PHM AIX Racing para 2024.
Ritomo Miyata, campeão da Super Fórmula Japonesa de 2023, também confirmou participação na categoria, ele se tornou o novo companheiro de Zane Maloney na Rodin Motorsport.
Apesar de ter feito as últimas corridas da temporada passada pela Trident, Paul Aron acabou assinando com a Hitech para 2024. Seu companheiro é Amaury Cordeel, recém-saído da Invicta Virtuosi.
Isack Hadjar foi mantido na Red Bull Junior Team, e corre pela Campos em 2024 ao lado de Pepe Martí, mais novo integrante da academia de jovens pilotos da Red Bull.

## Calendário
Um calendário provisório com catorze etapas de duas corridas cada foi anunciado em 1 de novembro de 2023. O Circuito de Zandvoort deixou a Fórmula 2, em seu lugar entrou o Circuito Internacional de Lusail, que será o penúltimo da temporada.
| Etapa  | Circuito                                  | Corrida curta  | Corrida longa  |
| ------ | ----------------------------------------- | -------------- | -------------- |
| 1      | Circuito Internacional do Barém, Sakhir   | 1 de março     | 2 de março     |
| 2      | Circuito da Corniche de Gidá, Gidá        | 8 de março     | 9 de março     |
| 3      | Circuito de Albert Park, Melbourne        | 23 de março    | 24 de março    |
| 4      | Circuito de Ímola, Ímola                  | 18 de maio     | 19 de maio     |
| 5      | Circuito de Mônaco, Monte Carlo           | 25 de maio     | 26 de maio     |
| 6      | Circuito de Barcelona-Catalunha, Montmeló | 22 de junho    | 23 de junho    |
| 7      | Red Bull Ring, Spielberg                  | 29 de junho    | 30 de junho    |
| 8      | Circuito de Silverstone, Silverstone      | 6 de julho     | 7 de julho     |
| 9      | Hungaroring, Mogyoród                     | 20 de julho    | 21 de julho    |
| 10     | Circuito de Spa-Francorchamps, Stavelot   | 27 de julho    | 28 de julho    |
| 11     | Autódromo Nacional de Monza, Monza        | 31 de agosto   | 1 de setembro  |
| 12     | Circuito Urbano de Bacu, Bacu             | 14 de setembro | 15 de setembro |
| 13     | Circuito Internacional de Lusail, Lusail  | 30 de novembro | 1 de dezembro  |
| 14     | Circuito de Yas Marina, Abu Dhabi         | 7 de dezembro  | 8 de dezembro  |
| Fonte: |                                           |                |                |

## Resultados e classificações

### Resumo da temporada
| Etapa | Etapa | Circuito                         | Pole position         | Volta mais rápida     | Piloto vencedor       | Equipe vencedora      |
| ----- | ----- | -------------------------------- | --------------------- | --------------------- | --------------------- | --------------------- |
| 1     | CC    | Circuito Internacional do Barém  |                       | Enzo Fittipaldi       | Zane Maloney          | Rodin Motorsport      |
| 1     | CL    | Circuito Internacional do Barém  | Gabriel Bortoleto     | Dennis Hauger         | Zane Maloney          | Rodin Motorsport      |
| 2     | CC    | Circuito da Corniche de Gidá     |                       | Paul Aron             | Dennis Hauger         | MP Motorsport         |
| 2     | CL    | Circuito da Corniche de Gidá     | Oliver Bearman        | Enzo Fittipaldi       | Enzo Fittipaldi       | Van Amersfoort Racing |
| 3     | CC    | Circuito de Albert Park          |                       | Isack Hadjar          | Roman Staněk          | Trident               |
| 3     | CL    | Circuito de Albert Park          | Dennis Hauger         | Jak Crawford          | Isack Hadjar          | Campos Racing         |
| 4     | CC    | Circuito de Ímola                |                       | Franco Colapinto      | Franco Colapinto      | MP Motorsport         |
| 4     | CL    | Circuito de Ímola                | Gabriel Bortoleto     | Victor Martins        | Isack Hadjar          | Campos Racing         |
| 5     | CC    | Circuito de Mônaco               |                       | Andrea Kimi Antonelli | Taylor Barnard        | AIX Racing            |
| 5     | CL    | Circuito de Mônaco               | Richard Verschoor     | Dennis Hauger         | Zak O'Sullivan        | ART Grand Prix        |
| 6     | CC    | Circuito de Barcelona-Catalunha  |                       | Ritomo Miyata         | Victor Martins        | ART Grand Prix        |
| 6     | CL    | Paul Aron                        | Andrea Kimi Antonelli | Jak Crawford          | DAMS Lucas Oil        |                       |
| 7     | CC    | Red Bull Ring                    |                       | Ritomo Miyata         | Oliver Bearman        | Prema Racing          |
| 7     | CL    | Red Bull Ring                    | Dennis Hauger         | Franco Colapinto      | Gabriel Bortoleto     | Invicta Racing        |
| 8     | CC    | Circuito de Silverstone          |                       | Andrea Kimi Antonelli | Andrea Kimi Antonelli | Prema Racing          |
| 8     | CL    | Circuito de Silverstone          | Isack Hadjar          | Franco Colapinto      | Isack Hadjar          | Campos Racing         |
| 9     | CC    | Hungaroring                      |                       | Gabriel Bortoleto     | Kush Maini            | Invicta Racing        |
| 9     | CL    | Hungaroring                      | Paul Aron             | Andrea Kimi Antonelli | Andrea Kimi Antonelli | Prema Racing          |
| 10    | CC    | Circuito de Spa-Francorchamps    |                       | Zak O'Sullivan        | Zak O'Sullivan        | ART Grand Prix        |
| 10    | CL    | Circuito de Spa-Francorchamps    | Paul Aron             | Paul Aron             | Isack Hadjar          | Campos Racing         |
| 11    | CC    | Circuito de Monza                |                       | Victor Martins        | Oliver Bearman        | Prema Racing          |
| 11    | CL    | Circuito de Monza                | Zane Maloney          | Kush Maini            | Gabriel Bortoleto     | Invicta Racing        |
| 12    | CC    | Circuito Urbano de Bacu          |                       | Richard Verschoor     | Joshua Dürksen        | AIX Racing            |
| 12    | CL    | Circuito Urbano de Bacu          | Richard Verschoor     | Gabriel Bortoleto     | Richard Verschoor     | Trident               |
| 13    | CC    | Circuito Internacional de Lusail |                       | Richard Verschoor     | Oliver Bearman        | Prema Racing          |
| 13    | CL    | Circuito Internacional de Lusail | Paul Aron             | Paul Aron             | Paul Aron             | Hitech Pulse-Eight    |
| 14    | CC    | Circuito de Yas Marina           |                       | Pepe Martí            | Pepe Martí            | Campos Racing         |
| 14    | CL    | Circuito de Yas Marina           | Victor Martins        | Richard Verschoor     | Joshua Dürksen        | AIX Racing            |

### Sistema de pontuação
Os pontos são atribuídos aos dez melhores classificados em ambas as corridas. O pole position da corrida longa também recebe dois pontos, e um ponto é dado ao piloto que estabelece a volta mais rápida nas corridas longa e curta, desde que esse piloto termine entre os dez primeiros. Nenhum ponto extra é concedido para o pole position da corrida curta, pois o grid para essa é definido pela inversão dos doze melhores qualificados.
Pontos da corrida curta
Os pontos serão atribuídos aos dez melhores classificados. Pontos bônus são concedidos ao piloto que estabelece a volta mais rápida e termina entre os dez primeiros. Nenhum ponto de volta mais rápida é concedido se for ela definida por um piloto fora do dez primeiros.
| Position | 1.º | 2.º | 3.º | 4.º | 5.º | 6.º | 7.º | 8.º | VMR |
| Points   | 10  | 8   | 6   | 5   | 4   | 3   | 2   | 1   | 1   |

Pontos da corrida longa
Os pontos são atribuídos aos dez melhores classificados. Pontos bônus são concedidos ao pole position e ao piloto que estabelecesse a volta mais rápida e terminasse entre os dez primeiros.
| Position | 1.º | 2.º | 3.º | 4.º | 5.º | 6.º | 7.º | 8.º | 9.º | 10.º | Pole | VMR |
| Pontos   | 25  | 18  | 15  | 12  | 10  | 8   | 6   | 4   | 2   | 1    | 2    | 1   |

### Campeonato de Pilotos
| Pos. | Piloto                | BAR | BAR | GID | GID | ALB | ALB  | IMO | IMO | MON | MON  | CAT | CAT | RBR | RBR | SIL | SIL | HUN | HUN  | SPA | SPA  | MNZ | MNZ | BAC | BAC | LUS | LUS  | YMC | YMC | Pontos |
| Pos. | Piloto                | CC  | CL  | CC  | CL  | CC  | CL   | CC  | CL  | CC  | CL   | CC  | CL  | CC  | CL  | CC  | CL  | CC  | CL   | CC  | CL   | CC  | CL  | CC  | CL  | CC  | CL   | CC  | CL  | Pontos |
| ---- | --------------------- | --- | --- | --- | --- | --- | ---- | --- | --- | --- | ---- | --- | --- | --- | --- | --- | --- | --- | ---- | --- | ---- | --- | --- | --- | --- | --- | ---- | --- | --- | ------ |
| 1    | Gabriel Bortoleto     | 6   | 5P  | 10  | Ret | Ret | Ret  | 6   | 2P  | 2   | 8    | 5   | 10  | 4   | 1   | 4   | 6   | 16  | 4    | 10  | 2F   | 8   | 1   | 5   | 4F  | 5   | 3    | 2   | 2   | 214.5  |
| 2    | Isack Hadjar          | 4   | Ret | 15† | Ret | 6F  | 1    | Ret | 1   | 8   | 2    | 6   | 5   | 13  | 3   | Ret | 1P  | 3F  | 18   | 9   | 1    | 10  | 11  | 12  | 14  | 4   | 2    | 5   | 19  | 192    |
| 3    | Paul Aron             | 5   | 3   | 2F  | 10  | 18  | 2    | 2   | 6   | 7   | 3    | 3   | 4P  | 3F  | 5   | Ret | 12  | 6   | RetP | 18  | 16†P | 20  | Ret | 6   | 6   | 7   | 1P F | DSQ | 11  | 163    |
| 4    | Zane Maloney          | 1F  | 1   | 4   | 7   | 10  | 3    | 3   | 11  | Ret | 10   | 20  | 7   | 17  | Ret | 2   | 2   | 13  | Ret  | 4   | 6    | 5   | 2P  | 10  | 15  | 6   | 9    |     |     | 140    |
| 5    | Jak Crawford          | 2   | Ret | 5   | 4   | 9   | 10F  | 14  | 7   | 13  | Ret  | 4   | 1   | 6   | 10  | 6   | 3   | 9   | 17   | 5   | 3    | 6   | 9   | 2   | 8   | 2   | Ret  | 8   | Ret | 125    |
| 6    | Andrea Kimi Antonelli | 14  | 10  | 6   | 6   | Ret | 4    | 10  | 4   | 4F  | 7    | 15  | 12  | 15  | 13  | 1F  | Ret | 14  | 1F   | 6   | 9    | 18  | 4   | 7   | 3   | 19† | Ret  | WD  | WD  | 113    |
| 7    | Victor Martins        | 11  | Ret | Ret | 11  | 7   | 8    | 12  | 9F  | Ret | 9    | 1   | Ret | 10  | 11  | Ret | 5   | 2   | 2    | 12  | Ret  | 2F  | 6   | 4   | 2   | 9   | NC   | 19  | 4P  | 107    |
| 8    | Richard Verschoor     | 10  | 14  | DSQ | 8   | Ret | 6    | 7   | 10  | 16  | RetP | 13  | 18† | 20  | Ret | 11  | 13  | DSQ | 3    | 3   | 5    | 14  | 3   | 17  | 1P  | 3F  | 17   | 7   | 3F  | 106    |
| 9    | Franco Colapinto      | 18  | 6   | 11  | Ret | 4   | DSQ  | 1F  | 5   | 5   | 13   | 18  | 2   | 11  | 2F  | 5   | 4F  | 5   | 13   | 8   | Ret  |     |     |     |     |     |      |     |     | 96     |
| 10   | Joshua Dürksen        | 15  | 11  | 9   | 12  | 17  | Ret  | Ret | 3   | 18  | 18†  | 10  | Ret | 8   | 6   | 16  | Ret | 18  | 19   | 19  | 10   | 3   | 5F  | 1F  | 5   | 8   | 13   | Ret | 1   | 87     |
| 11   | Dennis Hauger         | 8   | 8F  | 1   | 3   | 2   | RetP | Ret | 12  | 3   | 6F   | 12  | Ret | 5   | 12P | 7   | 9   | 4   | 6    | 2   | 12   | 8   | Ret | 14  | 9   |     |      |     |     | 85.5   |
| 12   | Oliver Bearman        | 16  | 15  | WD  | WD  | 14  | 9    | 5   | 19  | 11  | 4    | 21  | 14  | 1   | Ret | Ret | 7   | 10  | 15   | 7   | Ret  | 1   | 7   |     |     | 1   | 12   | 4   | 5   | 75     |
| 13   | Kush Maini            | 13  | 7   | 8   | 2P  | 3   | 12   | 8   | 14  | Ret | 17   | 2   | 6   | 7   | 17  | 3   | 19  | 1   | 7    | 13  | 15   | 11  | 15  | 9   | DSQ | 20† | 14   | 17  | 12  | 74     |
| 14   | Pepe Martí            | 3   | 2   | 7   | Ret | Ret | 13   | 16  | Ret | Ret | 14   | 11  | 9F  | 2   | 15  | Ret | 10  | 17  | 12   | Ret | Ret  | 4   | 12  | 19  | Ret | Ret | 16   | 1F  | 6   | 62     |
| 15   | Enzo Fittipaldi       | 17  | Ret | 3   | 1F  | 12  | 17   | Ret | 17  | 9   | 12   | 16  | 11  | 14  | 4   | 13  | 8   | 21  | 5    | 14  | Ret  | 7   | 10  | 13  | 11  |     |      |     |     | 61     |
| 16   | Zak O'Sullivan        | 7   | 4   | 16† | Ret | 8   | Ret  | 9   | 13  | 10  | 1    | 9   | 15  | 9   | 9   | Ret | 11  | 19  | 14   | 1   | 4    | Ret | 13  |     |     |     |      |     |     | 59     |
| 17   | Amaury Cordeel        | Ret | Ret | Ret | 5   | 16  | 11   | 4   | Ret | 14  | Ret  | 14  | 8   | 18  | 7   | 15  | 15  | 20  | Ret  | 11  | 8    | 12  | 18  | 18  | 12  | 16  | 7    | 13  | 8   | 39     |
| 18   | Juan Manuel Correa    | 12  | Ret | Ret | 14  | 11  | 14   | 15  | 8   | 12  | 5    | 8   | 3   | 16  | 14  | 12  | 20  | 8   | 16   | 17  | 11   | 17  | Ret | 15  | Ret |     |      |     |     | 31     |
| 19   | Ritomo Miyata         | 9   | 9   | 12  | 15  | 5   | 5    | 13  | 15  | 17  | 15   | 7F  | 13  | 22  | Ret | 10  | 17  | 12  | 8    | 15  | 7    | 13  | 14  | Ret | 13  | 13  | 10   | 11  | 10  | 31     |
| 20   | Dino Beganovic        |     |     |     |     |     |      |     |     |     |      |     |     |     |     |     |     |     |      |     |      |     |     |     |     | 10  | 5    | 3   | 7   | 22     |
| 21   | Taylor Barnard        | Ret | 16  | 13  | 13  | 13  | 16   | DSQ | 20  | 1   | 11   | 19  | Ret | 12  | 8   | 9   | 14  | 7   | 9    | 16  | 13   |     |     |     |     |     |      |     |     | 18     |
| 22   | Roman Staněk          | Ret | 13  | DSQ | Ret | 1   | 15   | Ret | 18  | 6   | 16   | 22  | 17  | 21  | 18  | 8   | 18  | 15  | 11   | 20  | 14   | 15  | 17  |     |     |     |      |     |     | 14     |
| 23   | Oliver Goethe         |     |     |     |     |     |      |     |     |     |      |     |     |     |     |     |     |     |      |     |      | Ret | 16  | 21  | Ret | Ret | 4    | 9   | 9   | 14     |
| 24   | Rafael Villagómez     | 19  | 12  | 14  | 9   | 15  | 7    | 11  | 16  | 15  | Ret  | 17  | 16  | 19  | 16  | 14  | 16  | 11  | 10   | 21  | Ret  | 16  | 8   | 16  | Ret | 17  | Ret  | 12  | Ret | 13     |
| 25   | Christian Mansell     |     |     |     |     |     |      |     |     |     |      |     |     |     |     |     |     |     |      |     |      |     |     | 8   | 10  | 15  | 6    | 16  | 16  | 10     |
| 26   | Luke Browning         |     |     |     |     |     |      |     |     |     |      |     |     |     |     |     |     |     |      |     |      |     |     | 11  | 7   | 11  | 15   | 6   | 15  | 7      |
| 27   | Gabriele Minì         |     |     |     |     |     |      |     |     |     |      |     |     |     |     |     |     |     |      |     |      |     |     | 3   | Ret |     |      |     |     | 6      |
| 28   | John Bennett          |     |     |     |     |     |      |     |     |     |      |     |     |     |     |     |     |     |      |     |      |     |     |     |     | 12  | 8    | 15  | 14  | 4      |
| 29   | Leonardo Fornaroli    |     |     |     |     |     |      |     |     |     |      |     |     |     |     |     |     |     |      |     |      |     |     |     |     |     |      | 10  | 13  | 0      |
| 30   | Cian Shields          |     |     |     |     |     |      |     |     |     |      |     |     |     |     |     |     |     |      |     |      |     |     |     |     | 18  | 11   | 18  | 18  | 0      |
| 31   | Max Esterson          |     |     |     |     |     |      |     |     |     |      |     |     |     |     |     |     |     |      |     |      |     |     |     |     | 14  | 18   | 14  | 17  | 0      |
| 32   | Niels Koolen          |     |     |     |     |     |      |     |     |     |      |     |     |     |     |     |     |     |      |     |      | 19  | 19  | 20  | Ret |     |      |     |     | 0      |
| Pos. | Piloto                | CC  | CL  | CC  | CL  | CC  | CL   | CC  | CL  | CC  | CL   | CC  | CL  | CC  | CL  | CC  | CL  | CC  | CL   | CC  | CL   | CC  | CL  | CC  | CL  | CC  | CL   | CC  | CL  | Pontos |
| Pos. | Piloto                | BAR | BAR | GID | GID | ALB | ALB  | IMO | IMO | MON | MON  | CAT | CAT | RBR | RBR | SIL | SIL | HUN | HUN  | SPA | SPA  | MNZ | MNZ | BAC | BAC | LUS | LUS  | YMC | YMC | Pontos |

| Cor        | Resultado             |
| ---------- | --------------------- |
| Ouro       | Vencedor              |
| Prata      | 2.º lugar             |
| Bronze     | 3.º lugar             |
| Verde      | Terminou, nos pontos  |
| Azul       | Terminou, sem pontos  |
| Púrpura    | Ret – Retirou-se      |
| Vermelho   | NQ – Não qualificado  |
| Preto      | DSQ – Desqualificado  |
| Branco     | NL – Não largou       |
| Branco     | C – Corrida cancelada |
| Azul claro | AT – Apenas Treino    |
| Sem cor    | NP – Não participou   |
| Sem cor    | Les – Lesionado       |
| Sem cor    | EX – Excluído         |

Notas:
- †– O piloto não terminou a prova, mas foi classificado por ter completado mais de 90% da distância percorrida.

### Campeonato de Equipes
| Pos. | Equipe                                 | BAR | BAR | GID | GID | ALB | ALB  | IMO | IMO | MON | MON  | CAT | CAT | RBR | RBR | SIL | SIL | HUN | HUN  | SPA | SPA  | MNZ | MNZ | BAC | BAC | LUS | LUS | YMC | YMC | Pontos |
| Pos. | Equipe                                 | CC  | CL  | CC  | CL  | CC  | CL   | CC  | CL  | CC  | CL   | CC  | CL  | CC  | CL  | CC  | CL  | CC  | CL   | CC  | CL   | CC  | CL  | CC  | CL  | CC  | CL  | CC  | CL  | Pontos |
| ---- | -------------------------------------- | --- | --- | --- | --- | --- | ---- | --- | --- | --- | ---- | --- | --- | --- | --- | --- | --- | --- | ---- | --- | ---- | --- | --- | --- | --- | --- | --- | --- | --- | ------ |
| 1    | Invicta Racing                         | 6   | 5P  | 8   | 2P  | 3   | 12   | 6   | 2P  | 2   | 8    | 2   | 6   | 4   | 1   | 3   | 6   | 1   | 4    | 10  | 2F   | 8   | 1   | 5   | 4F  |     |     |     |     | 243.5  |
| 1    | Invicta Racing                         | 13  | 7   | 10  | Ret | Ret | Ret  | 8   | 14  | Ret | 17   | 5   | 10  | 7   | 17  | 4   | 19  | 16  | 7    | 13  | 15   | 11  | 15  | 9   | DSQ |     |     |     |     | 243.5  |
| 2    | Campos Racing                          | 3   | 2   | 7   | Ret | 6F  | 1    | 16  | 1   | 8   | 2    | 6   | 5   | 2   | 3   | Ret | 1P  | 3F  | 12   | 9   | 1    | 4   | 11  | 12  | 14  |     |     |     |     | 208    |
| 2    | Campos Racing                          | 4   | Ret | 15† | Ret | Ret | 13   | Ret | Ret | Ret | 14   | 11  | 9F  | 13  | 15  | Ret | 10  | 17  | 18   | Ret | Ret  | 10  | 12  | 19  | Ret |     |     |     |     | 208    |
| 3    | MP Motorsport                          | 8   | 6   | 1   | 3   | 2   | RetP | 1F  | 5   | 3   | 6F   | 12  | 2   | 5   | 2F  | 5   | 4F  | 4   | 6    | 2   | 12   | 8   | 16  | 14  | 9   |     |     |     |     | 181.5  |
| 3    | MP Motorsport                          | 18  | 8F  | 11  | Ret | 4   | DSQ  | Ret | 12  | 5   | 13   | 18  | Ret | 11  | 12P | 7   | 9   | 5   | 13   | 8   | Ret  | Ret | Ret | 21  | Ret |     |     |     |     | 181.5  |
| 4    | Prema Racing                           | 14  | 10  | 6   | 6   | 14  | 4    | 5   | 4   | 4F  | 4    | 15  | 12  | 1   | 13  | 1F  | 7   | 10  | 1F   | 6   | 9    | 1   | 4   | 3   | 3   |     |     |     |     | 169    |
| 4    | Prema Racing                           | 16  | 15  | WD  | WD  | Ret | 9    | 10  | 19  | 11  | 7    | 21  | 14  | 15  | Ret | Ret | Ret | 14  | 15   | 7   | Ret  | 18  | 7   | 7   | Ret |     |     |     |     | 169    |
| 5    | Rodin Motorsport                       | 1F  | 1   | 4   | 7   | 5   | 3    | 3   | 11  | 17  | 10   | 7F  | 7   | 17  | Ret | 2   | 2   | 12  | 8    | 4   | 6    | 5   | 2P  | 10  | 13  |     |     |     |     | 164    |
| 5    | Rodin Motorsport                       | 9   | 9   | 12  | 15  | 10  | 5    | 13  | 15  | Ret | 15   | 20  | 13  | 22  | Ret | 10  | 17  | 13  | Ret  | 15  | 7    | 13  | 14  | Ret | 15  |     |     |     |     | 164    |
| 6    | Hitech Pulse-Eight                     | 5   | 3   | 2F  | 5   | 16  | 2    | 2   | 6   | 7   | 3    | 3   | 4P  | 3F  | 5   | 15  | 12  | 6   | RetP | 11  | 8    | 12  | 18  | 6   | 6   |     |     |     |     | 162    |
| 6    | Hitech Pulse-Eight                     | Ret | Ret | Ret | 10  | 18  | 11   | 4   | Ret | 14  | Ret  | 14  | 8   | 18  | 7   | Ret | 15  | 20  | Ret  | 18  | 16†P | 20  | Ret | 18  | 12  |     |     |     |     | 162    |
| 7    | ART Grand Prix                         | 7   | 4   | 16† | 11  | 7   | 8    | 9   | 9F  | 10  | 1    | 1   | 15  | 9   | 9   | Ret | 5   | 2   | 2    | 1   | 4    | 2F  | 6   | 4   | 2   |     |     |     |     | 156    |
| 7    | ART Grand Prix                         | 11  | Ret | Ret | Ret | 8   | Ret  | 12  | 13  | Ret | 9    | 9   | Ret | 10  | 11  | Ret | 11  | 19  | 14   | 12  | Ret  | Ret | 13  | 11  | 7   |     |     |     |     | 156    |
| 8    | DAMS Lucas Oil                         | 2   | Ret | 5   | 4   | 9   | 10F  | 14  | 7   | 12  | 5    | 4   | 1   | 6   | 10  | 6   | 3   | 8   | 16   | 5   | 3    | 6   | 9   | 2   | 8   |     |     |     |     | 147    |
| 8    | DAMS Lucas Oil                         | 12  | Ret | Ret | 14  | 11  | 14   | 15  | 8   | 13  | Ret  | 8   | 3   | 16  | 14  | 12  | 20  | 9   | 17   | 17  | 11   | 17  | Ret | 15  | Ret |     |     |     |     | 147    |
| 9    | Trident                                | 10  | 13  | DSQ | 8   | 1   | 6    | 7   | 10  | 6   | 16   | 13  | 17  | 20  | 18  | 8   | 13  | 15  | 3    | 3   | 5    | 14  | 3   | 8   | 1P  |     |     |     |     | 97     |
| 9    | Trident                                | Ret | 14  | DSQ | Ret | Ret | 15   | Ret | 18  | 16  | RetP | 22  | 18† | 21  | Ret | 11  | 18  | DSQ | 11   | 20  | 14   | 15  | 17  | 17  | 10  |     |     |     |     | 97     |
| 10   | PHM AIX Racing (1–3) AIX Racing (4–12) | 15  | 11  | 9   | 12  | 13  | 16   | Ret | 3   | 1   | 11   | 10  | Ret | 8   | 6   | 9   | 14  | 7   | 9    | 16  | 10   | 3   | 5F  | 1F  | 5   |     |     |     |     | 79     |
| 10   | PHM AIX Racing (1–3) AIX Racing (4–12) | Ret | 16  | 13  | 13  | 17  | Ret  | DSQ | 20  | 18  | 18†  | 19  | Ret | 12  | 8   | 16  | Ret | 18  | 19   | 19  | 13   | 19  | 19  | 20  | Ret |     |     |     |     | 79     |
| 11   | Van Amersfoort Racing                  | 17  | 12  | 3   | 1F  | 12  | 7    | 11  | 16  | 9   | 12   | 16  | 11  | 14  | 4   | 13  | 8   | 11  | 5    | 14  | Ret  | 7   | 8   | 13  | 11  |     |     |     |     | 74     |
| 11   | Van Amersfoort Racing                  | 19  | Ret | 14  | 9   | 15  | 17   | Ret | 17  | 15  | Ret  | 17  | 16  | 19  | 16  | 14  | 16  | 21  | 10   | 21  | Ret  | 16  | 10  | 16  | Ret |     |     |     |     | 74     |
| Pos. | Equipe                                 | CC  | CL  | CC  | CL  | CC  | CL   | CC  | CL  | CC  | CL   | CC  | CL  | CC  | CL  | CC  | CL  | CC  | CL   | CC  | CL   | CC  | CL  | CC  | CL  | CC  | CL  | CC  | CL  | Pontos |
| Pos. | Equipe                                 | BAR | BAR | GID | GID | ALB | ALB  | IMO | IMO | MON | MON  | CAT | CAT | RBR | RBR | SIL | SIL | HUN | HUN  | SPA | SPA  | MNZ | MNZ | BAC | BAC | LUS | LUS | YMC | YMC | Pontos |

| Cor        | Resultado             |
| ---------- | --------------------- |
| Ouro       | Vencedor              |
| Prata      | 2.º lugar             |
| Bronze     | 3.º lugar             |
| Verde      | Terminou, nos pontos  |
| Azul       | Terminou, sem pontos  |
| Púrpura    | Ret – Retirou-se      |
| Vermelho   | NQ – Não qualificado  |
| Preto      | DSQ – Desqualificado  |
| Branco     | NL – Não largou       |
| Branco     | C – Corrida cancelada |
| Azul claro | AT – Apenas Treino    |
| Sem cor    | NP – Não participou   |
| Sem cor    | Les – Lesionado       |
| Sem cor    | EX – Excluído         |

Notas:
- †– O piloto não terminou a prova, mas foi classificado por ter completado mais de 90% da distância percorrida.
- As filas não estão relacionadas com os pilotos: dentro de cada equipe, as classificações individuais da corrida são ordenadas puramente com base na classificação final da corrida (não pelo total de pontos marcados no evento, que inclui pontos atribuídos à volta mais rápida e à pole position).